# Гребнер Георгій Едуардович
Георгій Едуардович Гребнер — російський кінодраматург. Лауреат Державної премії СРСР (1947). Нагороджений орденом Трудового Червоного Прапора. Був членом Спілки письменників Росії.

## Біографія
Народився 12 квітня 1892 року у Петербурзі. Помер 24 червня 1954 року.
Навчався у школі штурманів далекого плавання і на історичному факультеті Московського державного університету імені М. Ломоносова.

## Фільмографія
Автор 33 сценаріїв кінокартин. Серед них:
- «Останній постріл»,
- «Крижаний дім» (1928),
- «Суперниці» (1929),
- «Загибель сенсації» (1935),
- «Загибель «Орла»» (1940),
- «Суворов» (1941),
- «Як посварився Іван Іванович з Іваном Никифоровичем» (1941),
- «П'ятнадцятирічний капітан» (1945, у співавт.),
- «Крейсер "Варяг"» (1946),
- «Вогні на річці» (1954), тощо.

За його сценаріями знято українські фільми:
- «Дочка моряка» (1942),
- «Бойова кінозбірка № 9» (1942, Київська й Ашхабадська студії художніх фільмів),
- «Білий пудель» (1956).